# Председатель Государственного совета ГДР
Председатель Государственного совета ГДР был формальным главой Германской Демократической Республики.
Пост был создан в 1960 г. взамен должности президента Германской Демократической Республики, которую с 1949 г. и до своей смерти занимал Вильгельм Пик. В соответствии с конституцией Государственный совет ГДР был коллективным органом, но на практике председатель Государственного совета рассматривался главой государства.
Председателями Государственного совета ГДР были:
| Имя                   | начало правления | конец правления | партия |
| --------------------- | ---------------- | --------------- | ------ |
| Вальтер Ульбрихт      | 12 сентября 1960 | 1 августа 1973  | СЕПГ   |
| Фридрих Эберт (и.о.)  | 1 августа 1973   | 3 октября 1973  | СЕПГ   |
| Вилли Штоф            | 3 октября 1973   | 29 октября 1976 | СЕПГ   |
| Эрих Хонеккер         | 29 октября 1976  | 24 октября 1989 | СЕПГ   |
| Эгон Кренц            | 24 октября 1989  | 6 декабря 1989  | СЕПГ   |
| Манфред Герлах (и.о.) | 6 декабря 1989   | 5 апреля 1990   | ЛДПГ   |

После первых свободных выборов в Народную палату ГДР в 1990 г. в Конституцию ГДР были внесены изменения, согласно которым до выборов нового президента полномочия Председателя Государственного совета ГДР временно перешли к Председателю Народной палаты, которым была избрана Сабина Бергманн-Поль. Однако выборы нового президента не состоялись.